# Matteo Cesa
Matteo Cesa ou Matteo da Cesa (Belluno, v.1425 -  ap. 1495 ) est un peintre italien actif au  XVe siècle principalement dans la province de Belluno (Venetie).

## Biographie
Giacomo da Cesa dont on ne connaît pas avec précision les dates de naissance et de mort est originaire de Cesa d'où son nom, mais a été actif surtout à Belluno et dans quelques villes de la province.
Diverses peintures et retables sont conservées dans plusieurs collections privées, musées et églises dans et autour de Belluno.
Matteo Cesa fils d'un peintre nommé Donato, dit « Giovanni » est né à Belluno vers l'an 1425. Il effectue sa formation artistique probablement dans l'atelier de son père originaire du village de Cesa. 
À Belluno il a été « massaro » c'est-à-dire administrateur de la Confraternita Santa Maria dei Battuti et a épousé une dénommée « Laurentia  ». 
Matteo Cesa a exercé dans un environnement archaïque influencé les divers courants artistiques veneto-byzantin et bolonais-romagnol. 
L'activité de Matteo est documentée jusqu'à la dernière décennie du XIVe siècle. Un document daté de 1491 du couvent San Giovanni Battista di Serravalle, fait référence à un retable (« palla quam ipse Dominus guardianus fieri fecit Belluni per magistrum Matheum de Cexa »), destiné à la chapelle de la Scuola della Concezione. Ce retable n'a jamais été réalisée probablement à cause de la mort de l'artiste dont la date non documentée peut être située vers la fin du XVe siècle ou les premières années du XVIe siècle.
Il est difficile de faire un classement chronologiques de ses œuvres qui ne sont pas datées mais qui sont pour la plupart signées « Opus Mathei ».

## Œuvres
- Triptyque de la Vierge à l'Enfant (1446), Musée Civique, Belluno,
- Vierge à l'Enfant trônant entre six saints, église Santo Stefano, Belluno,
- Vierge à l'Enfant trônant avec les symboles évangéliques, tempera et fond doré sur bois, Staatliche Museen, Berlin,
- Vierge à l'Enfant trônant entre les saints André, Apollonie, Catherine, François, tempera et fond doré sur bois, Staatliche Museen, Berlin,
- Vierge de la Misericorde, couvent de San Lazzaro degli Armeni, Venise,
- Annunciata, couvent San Lazzaro degli Armeni, Venise,
- Vierge à l'Enfant entre les saints Matthieu et Jérôme, église San Matteo, Sala,
- Pala Cet, église Santa Lucia, Belluno,